# Marlín, Ávila
Marlín là một đô thị là một đô thị trong tỉnh Ávila, Castile và León, Tây Ban Nha. Có dân số xấp xỉ 38.